# Francis Veber
Francis Veber (Neuilly-sur-Seine, 28 de julio de 1937) es un director, guionista, productor, dramaturgo y dialoguista francés. Es considerado como uno de los mejores directores de comedias francesas.

## Biografía
Nacido el 28 de julio de 1937 en la ciudad francesa de Neuilly-sur-Seine. Se inicia en el periodismo y empieza a escribir guiones para obras de teatro. Poco a poco se fue convirtiendo en guionista y dialoguista de importantes comedias como L’Emmerdeur o Le Grand Blond avec une chaussure noire.
Como director de cine ha colaborado con importantes actores franceses de la talla de Pierre Richard, Gérard Depardieu, Jean Reno, Daniel Auteuil y el aclamado Dany Boon. En su primer largometraje, Le jouet, ("El juguete") contó con la interpretación de Pierre Richard, al que daría posteriores trabajos en sus siguientes películas.
Sin duda alguna, su película más popular fue La cena de los idiotas (1998), que promulgó su fama hasta el otro lado del Océano Atlántico, y que recibió 3 Césares: Mejor guion, mejor actor -otorgado a Jacques Villeret-, y mejor actor secundario. Se trata de una adaptación de una obra de teatro homónima que él mismo escribió cinco años antes.
En 2006 estrenó El juego de los idiotas, en la que aborda con gran maestría los entresijos de la sociedad, vistos a través de la vida de un empresario y un chofer que se ven involucrados en una situación difícil de creer.

## Filmografía

### Director y guionista
1. L'Emmerdeur (2008). (DG)
2. El juego de los idiotas (2006). (DG)
3. ¡Que te calles! (2003). (DG)
4. Salir del armario (2001). (DG)
5. La cena de los idiotas (1998). (DG)
6. El jaguar (1996). (DG)
7. Caerse del guindo (1992). (D)
8. Tres fugitivos (1989). (DG)
9. Dos fugitivos (AKA Los fugitivos) (1986). (DG)
10. Los compadres (1983). (DG)
11. La cabra (1981). (DG)
12. El cabezazo (1979). (G)
13. El juguete (1976). (DG)

- (D) Director
- (G) Guionista

### Productor
1. La cena (2010) (Productor ejecutivo)
2. El juego de los idiotas (2006) (Productor asociado)
3. Un lio padre (1997) (Productor ejecutivo)
4. Poli con suerte (1991) (Productor ejecutivo)
5. Tres fugitivos (1989) (Productor ejecutivo)
6. Algo más que colegas (1982) (Productor ejecutivo)

### Actor
1. L´emmendeur (2008).
2. Appelez moi Mathilde (1969). (Presentador)
3. Agence Interim (1969). (serie de TV)

## Producción como dramaturgo
- 1968: L'Enlèvement (dirección de escena de Jacques Fabbri, Théâtre Édouard VII, París)
- 1969: Le Contrat (dirección de escena de Pierre Mondy, Théâtre du Gymnase, París), revisada en 2005 con el título L'Emmerdeur
- 1993: Le Dîner de cons (dirección de escena de Pierre Mondy, Théâtre des Variétés, París)
- 2012: Cher trésor (dirección de escena del autor, Théâtre des Nouveautés, París)
- 2014: Le Placard (dirección de escena del autor, Théâtre des Nouveautés, París)
- 2017: Un animal de compagnie (dirección de escena del autor, au Théâtre des Nouveautés, París)
- 2022: Le Tourbillon (dirección de escena del autor, Théâtre de la Madeleine, París)

## Premios y distinciones
Premios Óscar
| Año  | Categoría            | Película        | Resultado |
| ---- | -------------------- | --------------- | --------- |
| 1980 | Mejor guion adaptado | Vicios pequeños | Nominado  |